# Centro per un appropriato sviluppo tecnologico
Il Centro per un appropriato sviluppo tecnologico (CAST) è un'organizzazione non governativa (ONG), fondata nel 1980 e divenuta ente giuridico nel 1985, che si prefigge la collaborazione con i paesi in via di sviluppo per il trasferimento e l'acquisizione di tecnologie e conoscenze di natura tecnica.
Il CAST collabora con il Ministero degli affari esteri italiano, la Commissione europea e la regione Lombardia e con varie ONG offrendo la sua opera essenzialmente tecnica prestando attenzione alla compatibilità delle tecnologie proposte con l'ambiente e la società locali.
Il CAST, in particolare, agisce come centro di ricerca ed assistenza per le ONG impegnate nei seguenti campi:
- energia da fonti rinnovabili,
- sviluppo compatibile con le risorse naturali,
- trasferimento di tecnologie e conoscenze nei paesi poveri.

Oltre a quest'attività il CAST gestisce anche progetti di sviluppo prediligendo la collaborazione con altre ONG sotto forma di consulenze e formazione del personale locale. In Italia il CAST si occupa anche di educazione allo sviluppo tramite corsi di formazione, master, interventi presso le scuole ed altre attività culturali (tipo seminari e mostre).
Il CAST, inoltre, si occupa di redigere manuali tecnici per la costruzione e la manutenzione delle apparecchiature da utilizzare e mantiene, presso la sede di Laveno, un centro di documentazione sulle tecnologie alimentari ed energetiche e tutto ciò che possa risultare appropriato nei paesi in via di sviluppo.